# 高田亮一
高田 亮一（たかだ りょういち、1909年 - 1996年）は、日本の実業家。日野自動車会長。

## 人物・経歴
東京都出身。1927年に早稲田実業学校を卒業後、十五銀行入行を経て東京瓦斯電気工業（瓦斯電）に入社。その後は、瓦斯電から派生して設立された日野重工業（日野産業→日野自動車と商号変更）に移り、一貫して経理畑を歩み、日野自動車にて副社長、会長を務めた。